# Rapids
Rapids és una concentració de població designada pel cens dels Estats Units a l'estat de Nova York. Segons el cens del 2000 tenia 1.356 habitants.

## Demografia
Segons el cens del 2000, Rapids tenia 1.356 habitants, 538 habitatges, i 373 famílies. La densitat de població era de 142,7 habitants per km².
Dels 538 habitatges en un 35,9% hi vivien nens de menys de 18 anys, en un 51,7% hi vivien parelles casades, en un 11,7% dones solteres, i en un 30,5% no eren unitats familiars. En el 24,9% dels habitatges hi vivien persones soles el 8% de les quals corresponia a persones de 65 anys o més que vivien soles. El nombre mitjà de persones vivint en cada habitatge era de 2,52 i el nombre mitjà de persones que vivien en cada família era de 3,02.
Per edats la població es repartia de la següent manera: un 27,5% tenia menys de 18 anys, un 6,7% entre 18 i 24, un 36,4% entre 25 i 44, un 20% de 45 a 60 i un 9,4% 65 anys o més.
L'edat mediana era de 34 anys. Per cada 100 dones de 18 o més anys hi havia 101,8 homes.
La renda mediana per habitatge era de 38.813 $ i la renda mediana per família de 42.067 $. Els homes tenien una renda mediana de 35.859 $ mentre que les dones 24.844 $. La renda per capita de la població era de 19.485 $. Entorn del 6,5% de les famílies i el 7% de la població estaven per davall del llindar de pobresa.